# Ontario Matadors 2020
Questa voce raccoglie le informazioni riguardanti gli Ontario Matadors nelle competizioni ufficiali della stagione 2020.

## Stagione
Gli Ontario Matadors partecipano allo NVA Showcase, raggiungendo i quarti di finale nel torneo, tenutosi in seguito alla cancellazione del torneo NVA a causa della pandemia di COVID-19 negli Stati Uniti d'America.

## Organigramma societario
Area direttiva
- Presidente: Cesar Estrada

Area tecnica
- Allenatore: Maikel Bastida

## Rosa
| N° | Nome                 | Ruolo | Data di nascita   | Nazionalità sportiva |
| -- | -------------------- | ----- | ----------------- | -------------------- |
| 1  | Martín Petris        | C     | 23 settembre 1990 | Messico              |
| 2  | Cristian Encarnación | S     | 3 settembre 1993  | Porto Rico           |
| 3  | Jesús Serrano        | S     | 28 dicembre 1994  | Messico              |
| 4  | Oscar Tuero          | C     | -                 | Cuba                 |
| 5  | Rafael Burgos        | C     | 15 febbraio 1995  | Porto Rico           |
| 6  | Diego Bustos         | S     | 2 ottobre ?       | Messico              |
| 7  | Mario Meza           | L     | 9 dicembre ?      | Stati Uniti          |
| 8  | Lázaro Fernández     | C     | 26 febbraio 1997  | Porto Rico           |
| 9  | Anthony Robinson     | C     | 10 novembre ?     | Stati Uniti          |
| 10 | Danel Calvente       | L     | 1º giugno 1996    | Argentina            |
| 11 | José Mulero          | L     | 25 ottobre 1991   | Porto Rico           |
| 12 | Kevin Rodríguez      | P     | 12 agosto 1994    | Porto Rico           |
| 13 | Carlos Serrano       | S     | -                 | Messico              |
| 15 | Jair Santiago        | O     | 24 agosto 1995    | Porto Rico           |
| 16 | Demitris Burrell     | S     | -                 | Stati Uniti          |
| 17 | Ismael Alomar        | C     | 28 giugno 1996    | Porto Rico           |
| 18 | Jacob Vander Beek    | O     | 23 luglio 1998    | Stati Uniti          |
| 20 | Zachary Perry        | S     | -                 | Stati Uniti          |
| 22 | Alexandro de la Rosa | P     | -                 | Stati Uniti          |

## Statistiche

### Statistiche di squadra
| Competizione | Punti | In casa | In casa | In casa | In trasferta | In trasferta | In trasferta | Totale | Totale | Totale |
| Competizione | Punti | G       | V       | P       | G            | V            | P            | G      | V      | P      |
| ------------ | ----- | ------- | ------- | ------- | ------------ | ------------ | ------------ | ------ | ------ | ------ |
| NVA Showcase | 6     | 0       | 0       | 0       | 0            | 0            | 0            | 4      | 2      | 2      |
| Totale       | -     | 0       | 0       | 0       | 0            | 0            | 0            | 4      | 2      | 2      |

G = partite giocate; V = partite vinte; P = partite perse